# Telemax塔
Telemax塔是德國漢諾瓦的一座電信塔，修建於1988年至1992年。這座建築由Hans U. Boeckler設計，高272公尺（892英尺）。Telemax塔是德國第五高的電信塔。

## 外部连结
Structurae数据库中Telemax的数据